# JAWSAT

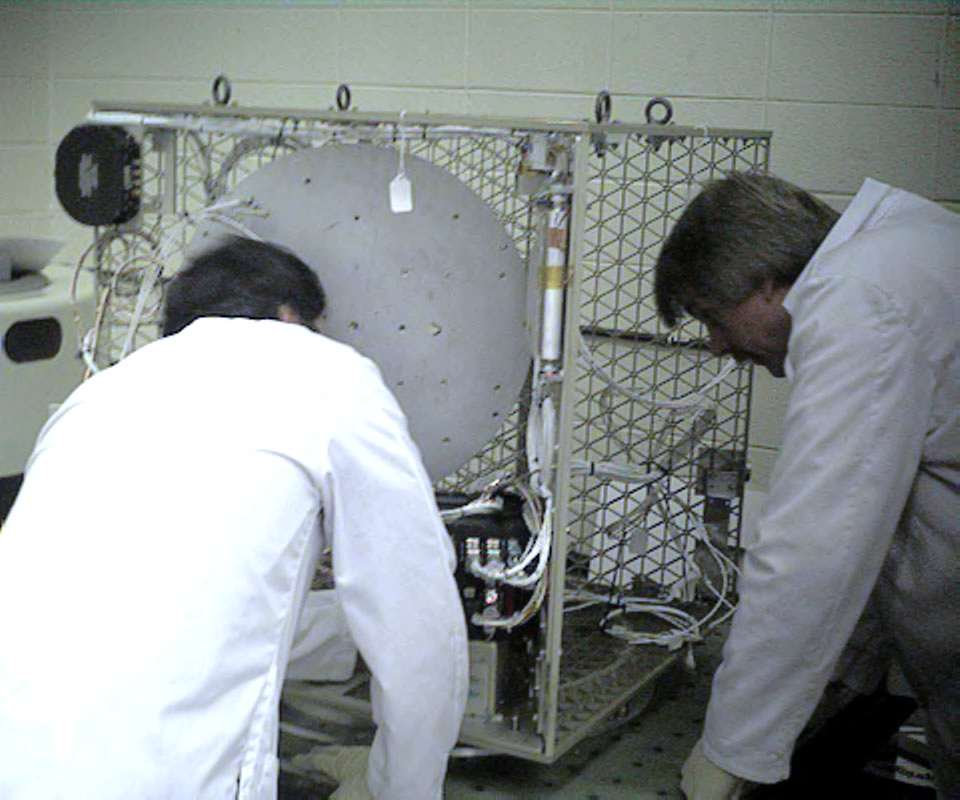
Engenheiros da NASA e da Universidade do Alabama em Huntsville integram a carga útil PEST no JAWSAT.

Joint Air Force-Weber State University Satellite (JAWSAT) é um satélite militar dos Estados Unidos lançado a bordo de um foguete Minotaur em 27 de janeiro de 2000 a partir de uma base da Base da Força Aérea de Vandenberg na Califórnia. Depois de seu lançamento, JAWSAT se desmembrou em quatro microsatélites: FALCONSAT, OCSE, OPAL, e ASUSat. JAWSAT também realizou um experimento da NASA: Plasma Experiment Satellite Test (PEST).
Não há informações disponíveis sobre os instrumentos a bordo do JAWSAT, exceto que de acordo com registo ele poderia estar levando um sistema de imageamento de alta-resolução.